# Surö bokskog
Surö bokskog este o arie protejată (arie specială de conservare — SAC, sit de importanță comunitară — SCI) din Suedia întinsă pe o suprafață de 19,7 ha, integral pe uscat.

## Localizare
Centrul sitului Surö bokskog este situat la coordonatele 58°49′10″N 13°56′54″E / 58.8194°N 13.9483°E.

## Înființare
Situl Surö bokskog a fost declarat sit de importanță comunitară în ianuarie 1997 pentru a proteja 1 specie de animale. Situl a fost protejat și ca arie specială de conservare în martie 2011.

## Biodiversitate
Situată în ecoregiunea boreală, aria protejată conține 2 habitate naturale: Păduri de fag Asperulo-Fagetum, Păduri de stejar sau de stejar și carpen sub-atlantice și medio-europene de Carpinion betuli.
La baza desemnării sitului se află o specie protejată de  pești: somonul (Salmo salar).